# The Feel Good Record of the Year
The Feel Good Record of the Year es el octavo y último disco de larga duración de la banda americana de punk rock No Use for a Name. También es el séptimo disco con el sello discográfico Fat Wreck Chords. 
Fue grabado en  Ft. Collins, Colorado, en Blasting Room con los productores Bill Stevenson & Jason Livermore (Descendents, Rise Against, Good Riddance, 7 Seconds), y fue lanzado el 1 de abril de 2008.
Este fue también el último álbum de estudio de la banda grabado con el vocalista y guitarrista Tony Sly, que falleció el 31 de julio de 2012 por razones desconocidas mientras dormía.

## Listado de canciones
1. "Biggest Lie" (2:11)
2. "I Want to Be Wrong" (2:44)
3. "Yours to Destroy" (3:25)
4. "Under the Garden" (3:01)
5. "Sleeping Between Trucks" (2:05)
6. "Domino" (3:02)
7. "The Feel Good Song of the Year" (3:09)
8. "The Trumpet Player" (3:09)
9. "Night of the Living Living" (2:28)
10. "Ontario" (1:55)
11. "Pacific Standard Time" (2:48)
12. "The Dregs of Sobriety" (2:44)
13. "Kill the Rich" (2:06)
14. "Take It Home" (2:42)

## Formación
- Tony Sly - voces, guitarra
- Dave Nassie - guitarra
- Matt Riddle - bajo
- Rory Koff - batería